# Nando Paone

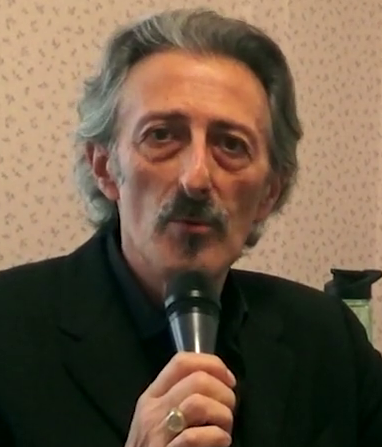
Nando Paone, 2019

Nando Paone (* 27. November 1956 in Neapel; geboren als Ferdinando Paone) ist ein italienischer Schauspieler.

## Leben und Wirken
Nachdem er bei Eduardo De Filippo Schauspiel studierte, war er ab 1974 am neapolitanischen Theater aktiv. 1976 ging er nach Rom, wo er 1977 seine erste Filmrolle in der italienischen Komödie Süsse Sechzehn – Sweet Sixteen spielte. Er gilt als lustiger italienischer Charakterdarsteller und erlangte an der Seite von Bud Spencer in den Filmen Sie nannten ihn Mücke und Der Bomber Kultstatus.
Seit dem Jahr 2000 fördert er Nachwuchsdarsteller in seinen Theaterworkshops und kehrte im Jahre 2007 mit der Komödie Miseria e nobiltà (geschrieben von Eduardo Scarpetta) selbst auf die Theaterbühne zurück.

## Darsteller (Auswahl)
- 1977: Süsse Sechzehn – Sweet Sixteen (La compagna di banco)
- 1977: Vom Blitz getroffen (Doppio delitto)
- 1979: Jetzt treibt sie's auch noch mit dem Pauker (La liceale seduce i professori)
- 1978: Sie nannten ihn Mücke (Lo chiamavano Bulldozer)
- 1981: Geliebte Hexe (Mia moglie è una strega)
- 1982: Der Bomber (Bomber)
- 1990: Una vita scellerata
- 1998: L'amico del cuore
- 1999: Amore a prima vista
- 2002: Don Matteo (Fernsehserie)
- 2010: Willkommen im Süden (Benvenuti al sud)
- 2012: Reality
- 2024: Briganti: Das Gold des Südens (Briganti)